# Jadir
Jadir, właśc. Jadir Egídio de Sousa (ur. 9 kwietnia 1930 w São Paulo – zm. 24 października 1928 w São Paulo) – piłkarz brazylijski, występujący podczas kariery na pozycji defensywnego pomocnika.

## Kariera klubowa
Karierę piłkarską Jadir rozpoczął we CR Flamengo. W klubie z Rio de Janeiro występował przez 10 lat i zdobył z nim trzykrotnie mistrzostwo stanu Rio de Janeiro – Campeonato Carioca w 1953, 1954 i 1955 oraz wygrał Torneio Rio-São Paulo w 1962 roku. Ogółem w barwach Fla wystąpił w 501 meczach i strzelił 5 bramek. W 1962 roku krótko grał w Cruzeiro EC, z którego przeniósł się do Botafogo FR, w którym skończył karierę w 1963. Z Botafogo zdobył kolejne mistrzostwo stanu w 1962 roku.

## Kariera reprezentacyjna
W reprezentacji Brazylii Jadir zadebiutował 11 czerwca 1957 w wygranym 2-1 towarzyskim meczu z reprezentacją Portugalii. W tym samym roku wystąpił jeszcze w 4 innych meczach, po czym miał czteroletnią przerwę w grzę w reprezentacji. Ostatni raz w kadrze wystąpił 29 czerwca 1961 w wygranym 3-2 meczu towarzyskim z reprezentacją Paragwaju.